# 1953年のNFL
1953年のNFLは1953年9月27日に開幕したNFL34回目のレギュラーシーズンである。この年からアメリカン・カンファレンスとナショナル・カンファレンスが、東カンファレンスと西カンファレンスに名称変更された。
シーズン開幕前、キャロル・ローゼンブルーム（後にラムズのオーナー）が率いるボルチモアのグループの参入が認められ、消滅したダラス・テキサンズの保有権が与えられた。新しいチームは、1950年までNFLに存在していたボルチモア・コルツを前身チームとは別のチームとして設立されたが、「ボルチモア・コルツ」と命名された。この後、1953年の12チームの構成が1950年代が終わるまで継続することになり、この12チームは1960年のAFL（1970年にNFLと合併）創設前から存在するチームを意味する「old-line」として知られている。

## ドラフト
1953年1月22日にドラフトが行われ、30巡360名が指名された。

## ルール変更
- イリーガルモーションの規定が改正され、攻撃側の選手はスナップ時に真横か後方にしか動けなくなった。

## 日程
各チーム12試合の対戦相手は、以下のように組まれた。
- 同カンファレンス（10試合）
- 他カンファレンス（2試合）

## 順位表
| クリーブランド・ブラウンズ   | 11 | 1  | 0 | .917 | 9–1   | 348 | 162 | 29.0 | 13.5 |
| フィラデルフィア・イーグルス | 7  | 4  | 1 | .636 | 6-3-1 | 352 | 215 | 29.3 | 17.9 |
| ワシントン・レッドスキンズ   | 6  | 5  | 1 | .545 | 6–3-1 | 208 | 215 | 17.3 | 17.9 |
| ピッツバーグ・スティーラーズ | 6  | 6  | 0 | .500 | 5-5   | 211 | 263 | 17.6 | 21.9 |
| ニューヨーク・ジャイアンツ   | 3  | 9  | 0 | .250 | 3–7   | 179 | 277 | 14.9 | 23.1 |
| シカゴ・カージナルス         | 1  | 10 | 1 | .091 | 0-10  | 190 | 337 | 15.8 | 28.1 |

| デトロイト・ライオンズ   | 10 | 2 | 0 | .833 | 8-2   | 271 | 205 | 22.6 | 17.1 |
| サンフランシスコ・49ers  | 9  | 3 | 0 | .750 | 8-2   | 372 | 237 | 31.0 | 19.8 |
| ロサンゼルス・ラムズ     | 8  | 3 | 1 | .727 | 7-3   | 366 | 236 | 30.5 | 19.7 |
| シカゴ・ベアーズ         | 3  | 8 | 1 | .273 | 2-7-1 | 218 | 262 | 18.2 | 21.8 |
| ボルチモア・コルツ       | 3  | 9 | 0 | .250 | 2-8   | 182 | 350 | 15.2 | 29.2 |
| グリーンベイ・パッカーズ | 2  | 9 | 1 | .182 | 2-7-1 | 200 | 338 | 16.7 | 28.2 |